# Giltine Tesserae
Le Giltine Tesserae sono una struttura geologica della superficie di Venere.